# Tubulipora brasiliensis
Tubulipora brasiliensis is een mosdiertjessoort uit de familie van de Tubuliporidae. De wetenschappelijke naam van de soort is voor het eerst geldig gepubliceerd in 1979 door Buge.